# Nagao Harukage
Nagao Harukage est un nom japonais traditionnel ; le nom de famille (ou le nom d'école), Nagao, précède donc le prénom (ou le nom d'artiste).
Nagao Harukage (長尾 晴景, 1509-23 mars 1553) est un daimyo, frère ainé d'Uesugi Kenshin et successeur de son père, Nagao Tamekage, en 1536.

## Source de la traduction
- (en) Cet article est partiellement ou en totalité issu de l’article de Wikipédia en anglais intitulé « Nagao Harukage » (voir la liste des auteurs).